# Jean Musy

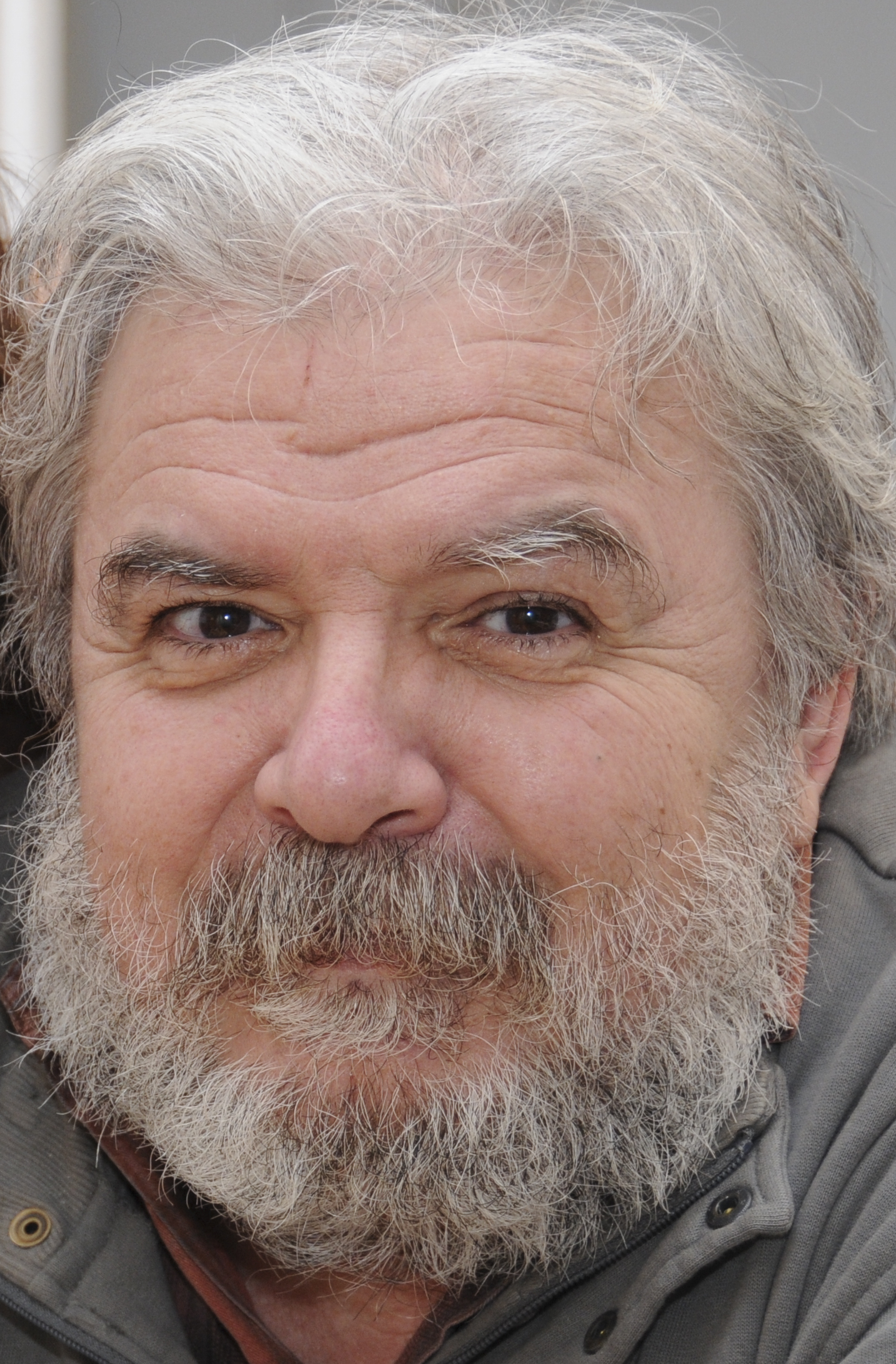
Jean Musy, 2012

Jean Musy (* 18. Dezember 1947 in Levallois-Perret; † 26. April 2024) war ein französischer Komponist, Arrangeur, Orchesterleiter und Pianist und Organist.

## Leben und Werk
Jean Musy war als Pianist Autodidakt. Als Kind begann er nach dem Gehör Piano zu spielen; erste öffentliche Auftritte hatte er im Alter von 7 Jahren, als er in Jean Nohains Sendungen für Radio Luxembourg dessen Gäste am Piano begleitete.
Ab dem Alter von 13 Jahren spielte er Piano und Hammondorgel in Pariser Jazzclubs, wie dem „Le Chat qui pêche“ und „Aux trois Mailletz“. Mit 16 Jahren gründete er das Jean Musy Orchestra und veröffentlichte unter diesem Namen erste Jazz-Alben, die bei WEA Records herausgebracht wurden. In dieser Zeit lernte er den amerikanischen Gitarristen Mickey Baker kennen, der damals als Studiomusiker und Arrangeur für Johnny Halliday arbeitete. Baker engagierte ihn für eine einjährige Konzerttournee als Begleiter von Nino Ferrer. Aus ihrer Zusammenarbeit entstand die EP Je veux être noir (1966).
Entscheidend für seine weitere Karriere war die Begegnung mit Joe Dassin, für den er den Hit Les Champs-Élysées arrangierte. Ab dieser Zeit wurde er zu einem gefragten Arrangeur vieler französischer Chanson- und Popsänger, wie Charles Aznavour, Barbara, Gilbert Bécaud, Yves Duteil, Françoise Hardy, Michel Jonasz, Mireille Mathieu, Nicolas Peyrac, Serge Reggiani, Demis Roussos, Richard de Bordeaux, Véronique Sanson u. v. a.
Ab Mitte der 1970er Jahre arbeitete er auch als Arrangeur und Filmkomponist für das Kino und das Fernsehen, überwiegend in Frankreich. Eine seiner ersten Arbeiten war die Musik für die französisch-japanische Miniserie Die Vögel im Park von Meiji Jingu mit Claudine Auger in der weiblichen Hauptrolle. In den späten 1970er Jahren hat er intensiv mit Francis Lai kooperiert, für den er zahlreiche Arrangements (Bilitis, International Velvet) geschrieben hat. 1975 und 1978 leitete Musy beim Eurovision Song Contest das Orchester.
Insgesamt hat Jean Musy für mehr als 200 Filme die Musik komponiert. Jean Musy hat u. a. eine Oper sowie ein Oratorium komponiert. Er verwendete u. a. Texte von Stefan Zweig für seine Musik. Diese Adaptionen bleiben postum.
Jean Musy war mit der Sängerin Claire d’Asta (* 1953) verheiratet. Er ist der Vater der Musikerin, Übersetzerin und Malerin Cécile Musy, des Musikers, Tontechnikers und Kameramanns Pierre Musy und des Filmkomponisten Clément Musy.

## Filmografie (Auswahl)
- 1979: Die Liebe einer Frau (Clair de femme), Regie: Costa-Gavras
- 1981: Einzigartige Chanel (Chanel solitaire), Regie: George Kaczender
- 1983: Papy fait de la Résistance, Regie: Jean-Marie Poiré
- 1984: Falsche Vertraulichkeiten (Les fausses confidences), Regie: Luc Bondy
- 1987: Aufzeichnungen eines Wahnsinnigen (Journal d’un fou), Regie: Roger Coggio
- 1988: Baby Blues, Regie: Daniel Moosmann
- 1989: Geheimauftrag Erdbeer Vanille (Vanille fraise), Regie: Gérard Oury
- 1989: Weiße Hochzeit (Noce blanche), Regie: Jean-Claude Brisseau
- 1990: The rainbow thief, Regie: Alejandro Jodorowsky
- 1994: Ein schwarzer Engel (L’ange noir), Regie: Jean-Claude Brisseau
- 2000: Die armen Leute und der liebe Gott (Les savants du bon Dieu), Regie: Jean-Claude Brisseau
- 2006: Teuflische Engel – Heimliche Spiele 2, Regie: Jean-Claude Brisseau
- 2008: Gefallene Engel – Heimliche Spiele 3, Regie: Jean-Claude Brisseau
- 2018: Les ombres du passé, Regie: Marcus Cole
- 2022: Mémoire trouble, Regie: Denis Malleval

## Preise und Auszeichnungen
- 2016: Grand Prix SACEM de la musique pour l’image[6]

- 2017: Les Prix de l’UCMF (Union des compositeurs de musiques de film).
- 2017: Prix de la Musique à l’Image für den Film Mon frère bien-aimé[7]